# Preston Bissett
Preston Bissett – wieś w Anglii, w hrabstwie Buckinghamshire, w dystrykcie (unitary authority) Buckinghamshire. Leży 81 km na północny zachód od centrum Londynu. W 2001 miejscowość liczyła 257 mieszkańców.